# Метро 2034 (роман 2009)
Метро 2034 — постапокаліптичний роман Дмитра Глуховського, продовження попереднього роману «Метро 2033», що описує життя людей в московській підземці після ядерної війни.

## Сюжет
Сюжет продовження перемістився з центральної частини метро, описаної в романі «Метро 2033», за межі Кільцевої лінії (Ганзи). Головною в сюжеті стає станція «Севастопольська», найбільш південна залюднена станція. Кожен день її жителі змушені відбивати атаки монстрів-мутантів, що нападають зі сторони станції «Чортанівська».
Одного разу караван, який повинен був привести з «великого метро» патрони і продовольство, не повернувся. Зв'язок з найближчою заселеною станцією — «Тульскою», відсутній. Декілька людей відправляють на пошуки зниклих — Гомер, Ахмед і загадковий холоднокровний «бригадир» Хантер. Адже, якщо зв'язок з «Ганзою» буде перерваний, то без підтримки і постачання Севастопольській рано чи пізно судилося впасти під натиском монстрів…
На «Нагорній» персонажі потрапляють в туман, в якому на них нападають дивні, гігантські створіння. Вони хапають Ахмеда на очах в Гомера і зникають. Ті, що залишилися живими, досягають «Тульської», але там після короткої розмови з Хантером і перестрілки закривають гермоворота, відрізаючи «Севастопольську» від решти метро. «Бригадир» говорить, що станція захоплена бандитами і збирається по поверхні організувати штурм з вогнеметами. Старий Гомер йому не вірить.
Для організації штурму Хантер повинен потрапити в Поліс, в штаб секретної організації по захисту населення метро — Орден, який очолює Мельник. Для цього герой повинен пройти всю Каховську лінію, де впав фрагмент нерозірваної боєголовки. Пройшовши через тунель в високозахисних костюмах, вони потрапляють на станцію «Коломенська», де зустрічають Сашу — доньку колишнього коменданта Автозаводської, яка після революції на станції разом з донькою відправились в заслання на «Коломенську». Батько, змушений займатися сталкерством майже без захисту, урешті-решт гине від ран, отриманих від укусів собак з поверхні. Його ослаблений променевою хворобою організм не витримує ран.
Кожну неділю на станцію прибуває дрезина з торговцями, що за безцінь скуповують знайдені сталкером речі. Саша чекає цю дрезину, щоб покинути станцію, але замість торговців прибуває давній ворог сашиного батька. Від розправи Олександру рятує прибуття Хантера і Гомера. Саша відправляється разом з ним в Поліс. Хантер явно не радий супутниці і хоче швидше її позбутися.
В Поліс є один шлях — через Автозаводську, але Саша боїться, що її, як ізгоя, не пропустять. Гермоворота в тунель закриті і герої залишаються чекати, поки їх не відкриють торговці.
З щоденника зв'язкового каравану «Севастопольської», знайденого на «Нахімовському проспекті», Гомер дізнається, що на «Тульській» почалась епідемія. Тож йому стає зрозуміло, навіщо Хантеру потрібні вогнеметники.
В невдовзі гермоворота «Автозаводської» відкривають солдати на броньованій дрезині, які не дають пройти персонажам і дають їм 10 секунд на те, щоб вони пішли. За ці 10 секунд «Бригадир» розстрілює всіх.
Прорвавшись з боєм через «Автозаводську» на викраденій дрезині, Хантер, Гомер і Саша потрапляють на станцію «Павелецька», де герої вирішують провести ніч. Цієї ночі відбувся черговий бій з химерами. Химери напали на Хантера і Сашу, після чого вони потрапляють в шпиталь. Як тільки Саші покращало, вона пішла на прогулянку по станції, щоб дізнатися як там Хантер. По дорозі дівчина купує йому ніж.
Посварившись з Хантером, Саша піднімається на поверхню. У вестибюлі станції знаходиться гніздо химер. Одна з потвор спробувала напасти на Сашу, але вона встигла вибігти на вулицю. Погулявши, вона помічає, що за нею полюють два птеродактилі. Від них її рятує сталкер, що виявився в цей момент на поверхні. Вона повертається з ним на станцію. Саша знайомиться з музикантом Леонідом і дізнається, що Хантер один пішов на «Добринську». Гомер і Саша вирішують йти слідом. Леонід нав'язується до них в попутники. Саме він знає ліки проти загадкової хвороби. Тепер перед Сашею постає подвійне завдання — врятувати душу Хантера і врятувати заражених людей.

## Особливості
- Як і решта творів Дмитра Глуховського, даний роман безкоштовно публікувався в інтернеті по одному розділу раз на два тижні. Наразі на сайті і в ЖЖ автора опубліковано 16 розділів (через вихід книги публікації поступово припинені).
- Друковане видання книги надійшло в продаж 16 березня 2009 року, проте публікація розділів в Інтернеті тривала (було опубліковано 13 розділів).
- За словами автора, «Метро 2034» ґрунтовно відрізняється від попередника передусім самим стилем написання і подачею сюжету. Перша книга вважалась більш легкою в сприйнятті, зрозумілою і доступною багатьом, і від цього захоплива. Поточний твір написаний складною мовою, розповідь наповнена різними метафорами і алегоріями, філософськими роздумами. Опису навколишнього світу присвячено значно менше часу, притому опис ведеться в стилі епосів («ріка часу» тощо), сюжетна лінія більш складна і непередбачувана, і розвивається доволі неспішно, інколи одна подія займає дві глави або й більше.

В цілому публікація «Метро 2034» викликала не меншу популярність у публіки, ніж «Метро 2033», проте останнім часом знаходиться все більше читачів, незадоволених книгою через різку зміну акцентів розповіді, практично повністю відсутня атмосфера дії, брак відчуття знаходження в метро під радіацією, заплутаним текстом, що разом заважає краще уявити про те що відбувається. Хоча найбільше це стосується початку книги, після кількох перших глав розповідь стає простішою для сприйняття.

## Персонажі

### Гомер
Один з найстаріших жителів станції «Севастопольська». До судного дня працював помічником машиніста. Усвідомлюючи свою непотрібність у військовій справі, він присвятив решту життя літопису й архівуванню, поступово збираючи усі вцілілі джерела інформації, щоб скласти хоча б приблизну картину історичної епохи метро. В одній з останніх випущених глав Гомер захопився ціллю написати роман, деяку епітафію всьому людству, що дозволила б ясніше зобразитися йому відношення до того, що трапилось і трапляється, і заодно в черговий раз згадати про безповоротно втрачений світ.

### Хантер
Один з другорядних героїв попередньої книжки «Метро 2033». В «Метро 2034» він відіграє одну з головних ролей в сюжеті, виступаючи в ролі бригадира одного з дозорних загонів «Севастопольської». Хантер — цинічних і відлюдькуватий, беземоційний персонаж. В подіях попереднього роману він пережив важку фізичну і душевну травму, яка корінним чином змінила його натуру, в зв'язку з чим він перетворився в людину-машину, машину для вбивств, безжально розправляючись з будь-якими перешкодами на шляху. Проте автор зводить його з дівчиною Сашею, ставлячи його в неочікуване становище і тим самим випробовуючи його нелюдську натуру почуттями, що нагадують любов і родинну прив'язаність одночасно.

### Саша
Рідкісний і неповторний для світу «Метро» жіночий персонаж з незвичайними рисами характеру. Їх властива сентиментальність і разом з тим — відсутність сильних емоцій. В сюжеті дізнаємось, що Саша жила у вигнанні на станції «Коломенська» з батьком, який потрапив в по життєву немилість. Коли її батько помирає від променевої хвороби, доля зводить її з Гомером і Хантером, що проходили в цей момент її станцією. Після смерті батька, не маючи чіткої цілі, продовжує подорожувати разом з ним. По дорозі Саша починає відчувати до Хантера певну симпатію, що нагадує їй про любов до померлого батька, у зв'язку з чим вона пробує різними способами висловити ці почуття, проте зробити це їй вдається з трудом.

### Леонід
Бродячий музикант, флейтист. Неоднозначний персонаж, по ходу дії книги міняє свою біографію на ходу. То він простий музикант, то агент «Смарагдового міста» — міфічного Ноєвого ковчега людства, що знаходиться в будівлі МГУ, то агент червоної лінії. В підсумку виявляється трагічною особистістю, сином товариша Москвина, глави Червоної лінії, білою вороною в стані червоних. Ненавидячи батька геніальний флейтист пробує зробити людей щасливими з допомогою музики. Перед смертю йому це вдається, його слухають заражені, у муках суворі бійці Севастопольської; дані чари продовжуються лише декілька секунд, перервані автоматичною чергою, що була випущена музиканту в живіт. Загинув на «Тульській».

### Артем
У Артема, головного персонажу попередньої книжки «Метро 2033», після всіх перипетій, за словами Мельника, «трапилось божевілля, щоправда, його виходили». Артем живе нормальним людським життям. В книзі також є Артем Попов, який живе на Тульській, проте він та герой першої книги — дві різні особистості.

### Мельник
Під час пошуків Хантера, Мельник втрачає праву руку, і сідає в інвалідне крісло. Попри це, він все ж залишається в Полісі главою ордена. Саме він дає Хантеру жетон на людей для зачищення Тульської.

## Мутанти
- Упирі — водяться на станції «Чертановська». Час від часу нападають на станцію «Севастопольська». Самі жилаві, мають матово-сіру, складчасту шкіру, вузлуваті передні лапи, дуже швидко пересуваються, ширяючи зверху вниз на шкіряних складках.
- Трупоїди — водяться на станції «Нахімовський проспект». Невеликі падальщики схожі одночасно на павуків і на приматів: довгі вузлуваті кінцівки (чотири руки), в'яла, висяча складками, безволоса сіра шкіра, перекошена спина, мутні очі, великі вушні раковини. Для людей безпечні, але й самі не відчувають страх до людей, що проходять мимо них. Тащать з поверхні трупи сталкерів і різних істот. Швидко розмножуються.
- Химери («приїжджі») — істоти, заселяють район «Павелецького вокзалу» в верхній частині станції метро і періодично пробують проникнути на станцію «Павелецька» (радіальну), де не вдалося закрити гермоворота через їх відсутність. Сліпі, проте володіють добрим чуттям.
- «Пташки» (птеродактилі) — великі літаючі хижаки, що живуть на поверхні, мають шкірясті крила. Мутували з птахів.
- Собаки — мутовані собаки, що нападають на сталкерів. За чутками, укуси собак не проходять. Саме вони смертельно поранили батька Саші.
- Істоти з «Нагірної» — здоровенні спритні чудовиська, що живуть в тумані, на станції «Нагірна». Цілком можливо, безтілесні і невразливі. Хантер зміг поранити лише одного з гранатомета.

### Інші істоти
- Фантоми — перейшли з першої книги незрозумілі істоти (можливо, просто галюцинація). Можуть бути небезпечними.
- Летючі таргани — дуже часто згадуються в тексті. Просто звичайні таргани, які різко розплодилися і збільшилися в розмірах. Інколи згадуються і бабки.
- Також герої на шляху знаходять величезну павутину, що перекривала собою цілий тунель, в якій знаходився «потворний двоголовий скелет». Коли її спалюють, здаля чується «нелюдський, розпачливий крик наполовину з хриплим шипінням».
- Чорні — головні антагоністи «Метро 2033». Мають здоровенне лігво. Згадуються лише один раз, коли Хантер помилково приймає негра Автозаводської за одного з них. Володіють надзвичайними здібностями.

## Аудіокнига
Аудіокнига російською мовою: «Метро 2034». Автор: Дмитро Глуховський; Озвучив: Олександр Андрієнко; фонова музика: Олександр Хантер; тривалість: 11:47 (год:хв); технічні параметри: 192 kbps, mp3.